# 红石村
红石村是中华人民共和国广东省广州市从化区太平镇所辖的一个行政村。村委会设在红石，位于太平圩东面约12千米。1983年12月改称乡，1987年1月改称村。辖7条自然村（红石、牛下水、白石冚、车寮、面带、下清幽、大坑）。1998年时，全村共有316户，人口2337人。